# Buckmühle
Buckmühle ist ein Gemeindeteil der Gemeinde Dittenheim im Landkreis Weißenburg-Gunzenhausen (Mittelfranken, Bayern). Buckmühle liegt in der Gemarkung Sammenheim.

## Lage
Die Einöde liegt südwestlich von Sammenheim am ansteigenden Gelben Berg des Hahnenkamms auf einer Höhe von 527 m ü. NHN. Von Sammenheim aus führt ein Anliegerweg zu ihr.

## Ortsnamendeutung
„Buckmühle“ bedeutet „Mühle am Buck (=Anhöhe, Berg)“.

## Geschichte
Oberhalb der Buckmühle liegt im Wald ein Burgstall als Rest einer hochmittelalterlichen Ritterburg aus der Salier- oder Stauferzeit; ob zu ihrer Versorgung eine Vorgängermühle der heutigen Buckmühle existierte, ist bislang nicht nachzuweisen.
Die Buckmühle wurde gemäß einem Beschluss vom 12. Dezember 1798 auf einem Platz errichtet, den die damalige Gemeinde Sammenheim zur Verfügung stellte; sie gehörte damit zur Gemeinde Sammenheim. In einem Verzeichnis von 1818 wird sie als „Bergmühl od(er) Neubuckmühle“, 1820 als „Berg- od(er) Neumühle“ bezeichnet, „neu“ deshalb, um sie von den beiden älteren Mühlen Sammenheims, der Oberen und der Unteren Mühle, zu unterscheiden. 1833 wird die Mühle unter der Hausnummer 75 von Sammenheim folgendermaßen geschildert: „Walk- und Oelmühle, Buckmühle, mit realer Walk- und Oelmühl-Gerechtigkeit.“ 1837 ist von ihr als „Buckmühle auch Walkmühle“ die Rede.
Die Mühle zinste im Heiligen Römischen Reich an das seit 1796 an Preußen gekommene oettingsche Amt Sammenheim. Sie kam 1806 mit Sammenheim an das Königreich Bayern. Bei der Bildung der Steuerdistrikte 1808 wurde die Buckmühle Teil des Steuerdistrikts Sammenheim im Landgericht Heidenheim. Die Gemeindeedikte von 1810 und 1818 machten aus dem Steuerdistrikt unter Einschluss der Buckmühle eine Ruralgemeinde. Erst die Gebietsreform in Bayern brachte das Ende der Selbständigkeit der Gemeinde Sammenheim. Sie gliederte sich am 1. Mai 1978 in die Gemeinde Dittenheim ein.

## Einwohnerzahlen
- 1818: 1 Familie, 3 Einwohner[11]
- 1824: 4 Einwohner, 1 Anwesen[9]
- 1864: 2 Familien, 7 Einwohner, 1 Haus[12]
- 1950: 7 Einwohner, 1 Anwesen[9]
- 1961: 6 Einwohner, 1 Wohngebäude[13]
- 1987: 6 Einwohner[1]

## Steinerne Rinne bei Buckmühle
Südwestlich der Buckmühle befindet sich eine im Entwicklungsstadium begriffene und nahezu naturbelassene 20 Meter lange und bis zu 15 Zentimeter hohe Steinerne Rinne. Sie ist im Großteil eingetieft und verläuft sich im unteren Teil breitläufig im Gelände. Die Rinne ist als Geotop und Naturdenkmal ausgewiesen.

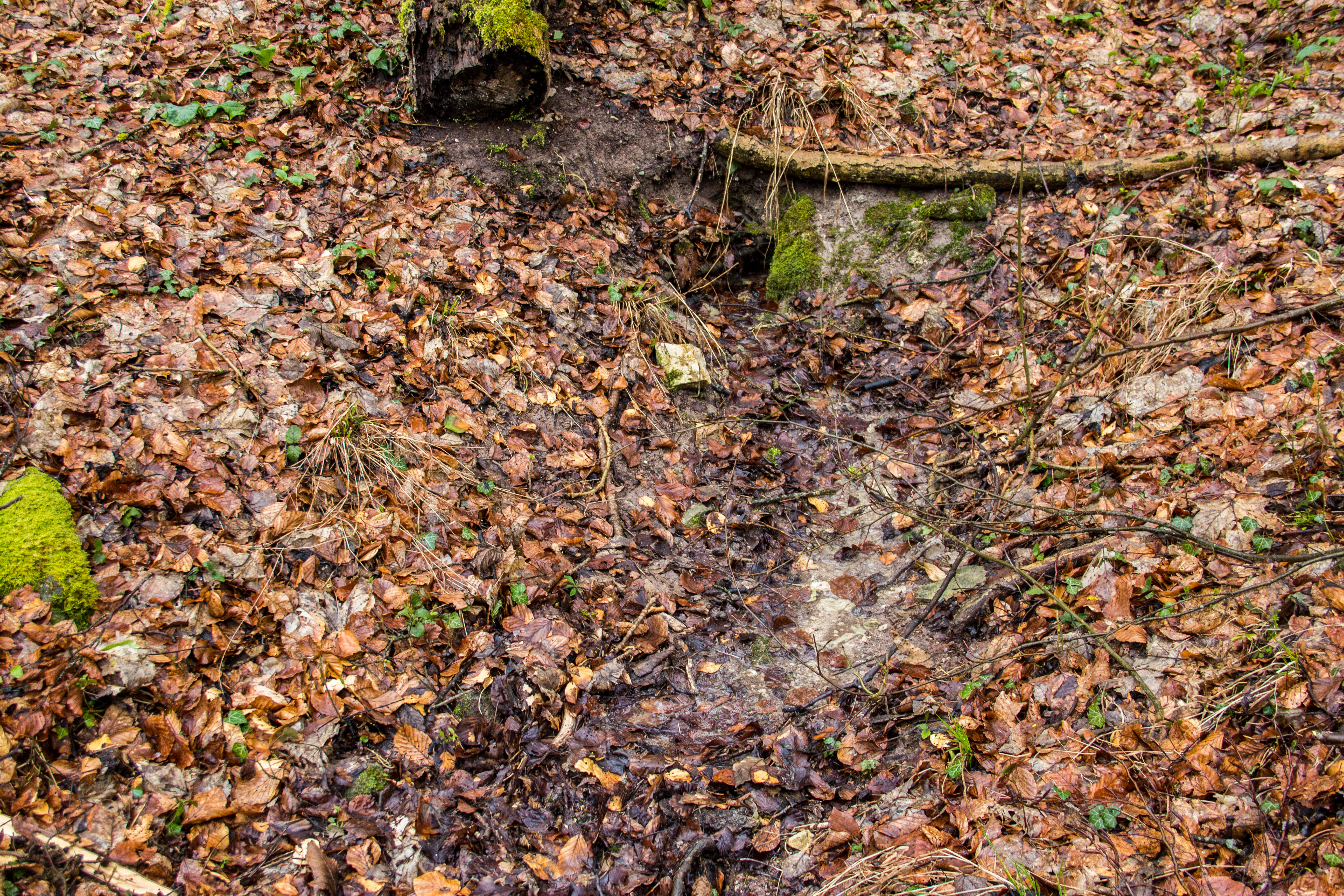
Quellbereich der Rinne
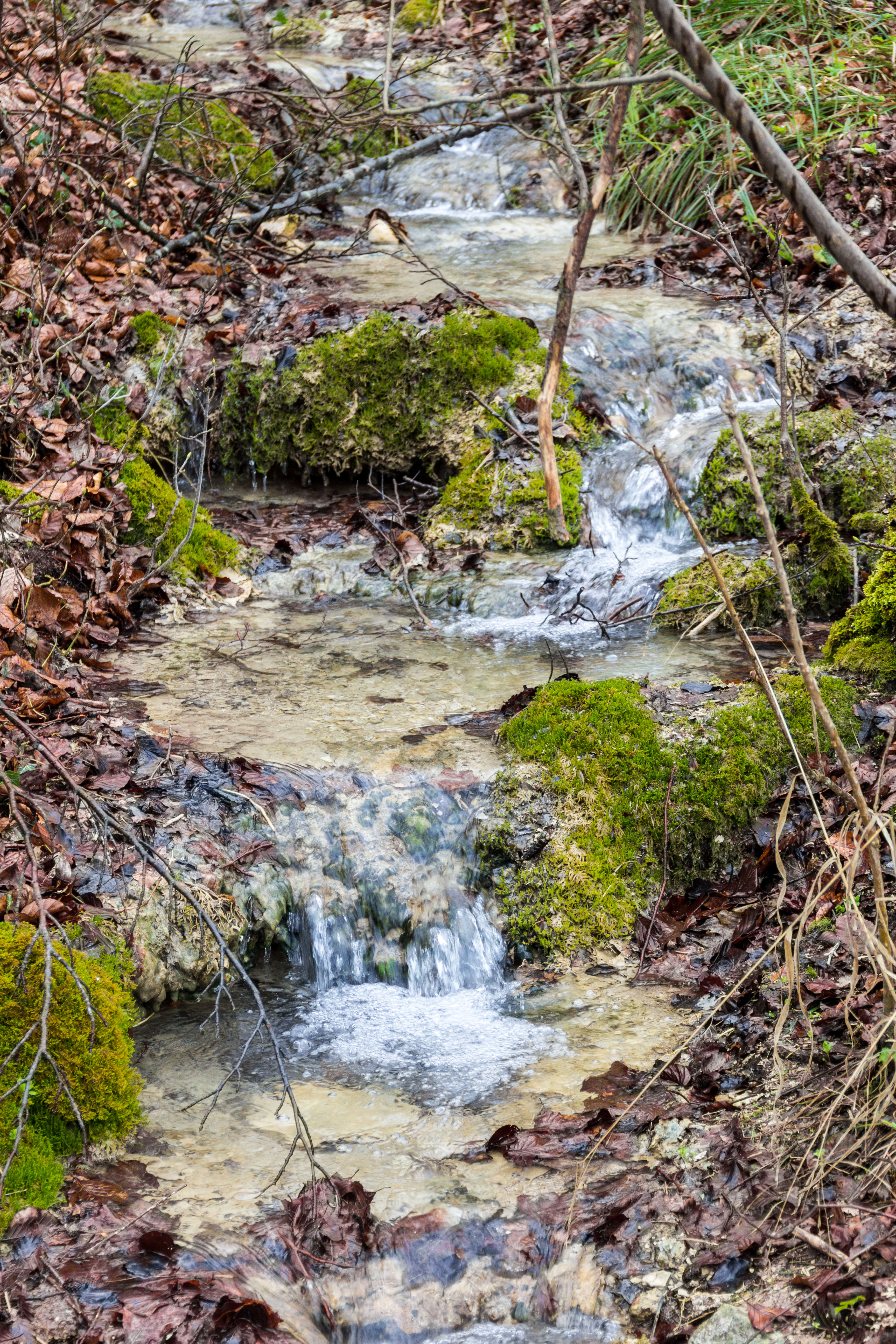
Sinterterrassen im oberen Teil
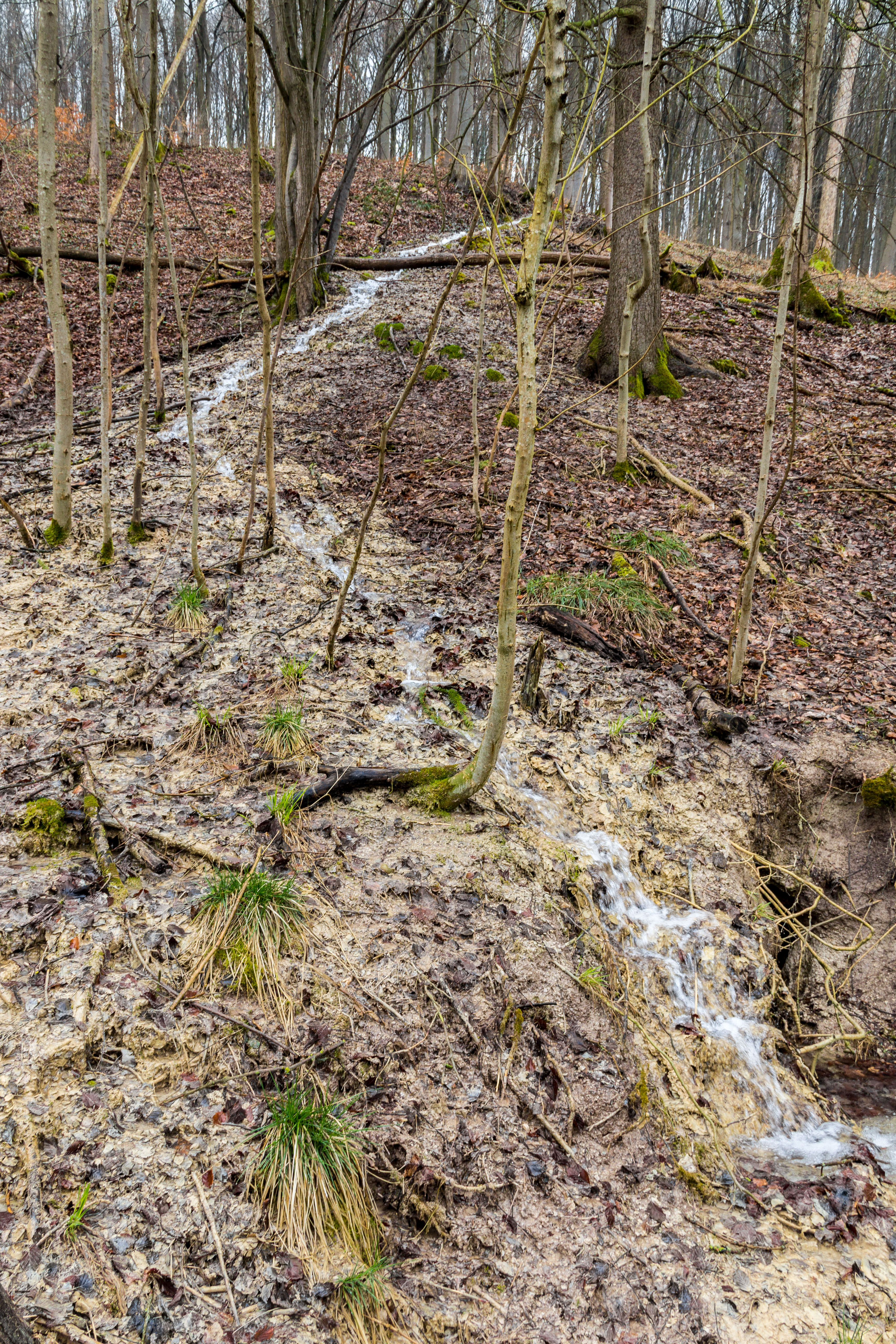
Die Rinne
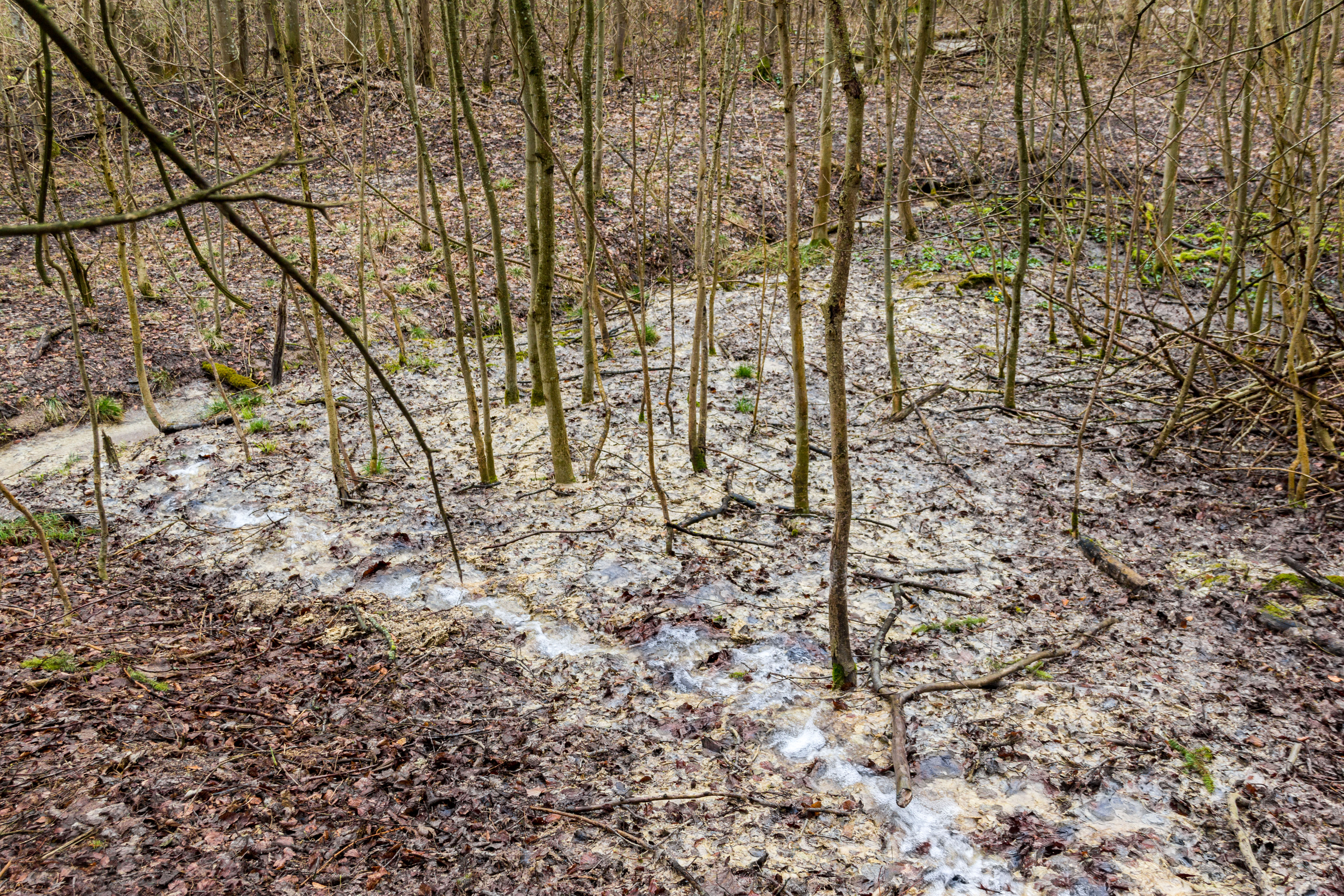
Auslauf der Rinne